# STS-87
STS-87 (englisch Space Transportation System) ist die Missionsbezeichnung für einen Flug des US-amerikanischen Space Shuttles Columbia (OV-102) der NASA. Der Start erfolgte am 19. November 1997. Es war die 88. Space-Shuttle-Mission und der 24. Flug der Raumfähre Columbia.

## Mannschaft

### Hauptmannschaft
- Kevin Kregel (3. Raumflug), Kommandant
- Steven Lindsey (1. Raumflug), Pilot
- Winston Scott (2. Raumflug), Missionsspezialist
- Kalpana Chawla (1. Raumflug), Missionsspezialistin
- Takao Doi (1. Raumflug, 1. EVA), Missionsspezialist (NASDA/ Japan)
- Leonid Kadenjuk (1. Raumflug), Nutzlastspezialist (NSAU/ Ukraine)

### Ersatz
- Jaroslaw Pustowui  Ukraine für Kadenjuk

## Missionsbeschreibung
Auf Spacelab-Paletten und in Get Away Specials waren die meisten Apparaturen der vierten US-Mission zur Erforschung von Effekten unter Mikrogravitation (US Microgravity Payload 4) untergebracht. Die Experimente betrafen die Bereiche Materialforschung, Atmosphärenforschung, Technik und Biologie. Während der Mission sollte außerdem die astrophysikalische Forschungsplattform Spartan 201-04 für mehrere Tage ausgesetzt werden. Sie sollte den Wärmetransport in der Korona sowie die Beschleunigung des Sonnenwindes mit Hilfe von optischen Instrumenten untersuchen. Kurz nach dem Aussetzen kam es jedoch zu einer Fehlfunktion, die den Satelliten ins Trudeln brachte. Bei einem Ausstiegsmanöver am 25. November (7:43 Stunden) konnten Scott und Doi die anderthalb Tonnen schwere Forschungsplattform einfangen und mit Hilfe des Manipulatorarmes zurück in den Laderaum transportieren.
Materialwissenschaftliche Forschungen betrafen zum einen die Herstellung von Kristallen aus Bismut und Zink in einem speziellen Schmelzofen mit mehreren Temperaturzonen. Auf diese Weise können sehr große Kristalle in einer Richtung wachsen. Untersuchungsgegenstand waren Erstarrungstemperatur, -geschwindigkeit und die Form der Erstarrungsfront. Außerdem wurde in einer Handschuhbox die Benetzung fester Körper mit unvermischbaren Flüssigkeiten untersucht, die Charakteristika eingeschlossener Flammen erforscht und das Verhalten unlöslicher Keramikpartikel in flüssigen Metalllegierungen beobachtet.
Technische Tests betrafen eine Natrium-Schwefel-Batterie, die bei 350 °C bis zu 40 Amperestunden Strom abgibt (flüssige Elektroden aus Natrium bzw. Schwefel mit keramischem Elektrolyt) und eine Wärmetransporteinheit (Loop Heat Pipe LHP), in der ohne Pumpen, allein durch Kapillareffekte Ammoniakdampf Wärme in flexiblen Kunststoffschläuchen über mehrere Meter transportieren kann. Des Weiteren wurde erstmals eine freifliegende Kameraplattform eingesetzt, die vom Shuttle aus ferngesteuert wurde. Ihr Antrieb arbeitete mit Druckgas. Um gegen Stöße gesichert zu sein, war die Kameraplattform in stoßabsorbierendes Material eingehüllt. Bei einem zweiten Ausstieg am 3. Dezember (5:00 Stunden) testeten die Astronauten Scott und Doi fünf neue Geräte (Extravehicular Mobility Unit EMU). Sie erleichtern die Arbeit außerhalb von Raumfahrzeugen. Dabei handelt es sich um eine Spezialhalterung, zwei Transportsysteme und zwei Geräte zur Temperaturregulierung.
Atmosphärenforschung wurde betrieben mit dem Experiment Solse (Shuttle Ozone Limb Sounding Experiment). Hierbei wurde die Höhenverteilung sowie das Verhalten des atmosphärischen Ozons untersucht. Weitere Ozonmessungen wurden in einem GAS-Behälter (Get Away Special) automatisch vorgenommen. Über ein Spektrometer und eine Kamera wurde die ultraviolette Strahlung im Bereich von 200 bis 400 Nanometer erfasst. Aus diesen Werten lässt sich die Ozonkonzentration sehr genau ermitteln.
In einem weiteren Get Away Special wurden grundlegende Untersuchungen zum Verhalten von Gasflammen in der Schwerelosigkeit ausgeführt. Durch einen Störungsmechanismus wurde mit Frequenzen von 2,5 Hz, 5,0 Hz und 7,5 Hz die Gleichmäßigkeit der Flammen unterbrochen.

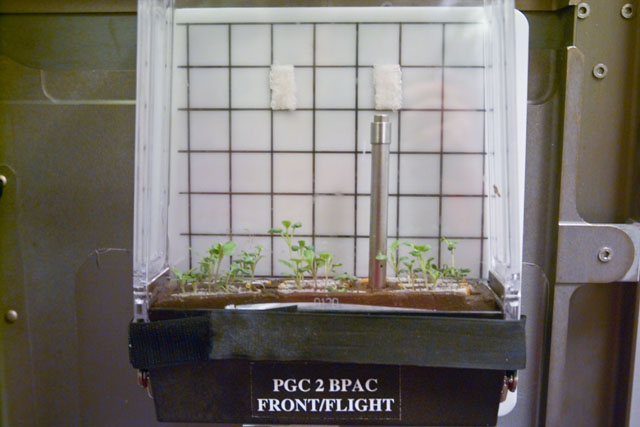
Brassica rapa in einer Zuchtkammer (PGC) der Plant Growth Facility

Gastexperimente aus der Kollaboration zwischen der NSAU und der NASA (Collaborative Ukrainian Experiment) behandelten verschiedene Fragestellungen aus der Pflanzenbiologie und -physiologie. Die Experimente wurden drei verschiedenen autonomen Einheiten zugeordnet: 1) Plant Growth Facility – PGF, 2) Biological Research in Canisters Facility – BRIC und 3) Biological Research in Canisters-Light Emitting Diode – BRIC-LED.
Die PGF kann Pflanzen bis zu 30 Tage lang in sechs Kammern automatisch versorgen. Dazu ist sie mit einem Regelungssystem für die Parameter Temperatur, Luftfeuchtigkeit, CO2-Gehalt der Luft, Nährstoffkonzentrationen und einem für optimales Pflanzenwachstum angepassten Modul aus Leuchtstofflampen (photosynthetische Photonenflussdichte = 220 μmol/(m² s)) ausgerüstet. Die Pflanzen wurzeln in der Kammer in Phenolharzschaum.
In der PGF wurde der Einfluss von Schwerelosigkeit auf die Biologie der im Modul gezüchteten Rübsenpflanzen (Brassica rapa) einer kommerziellen Sorte (Wisconsin Fast Plants) untersucht. Im Rahmen der Arbeiten wurden elementare biologische Funktionen bzw. Zustandsgrößen behandelt: Bestäubung und Befruchtung, Photosynthese, Wurzelwachstum, Genexpressionslevel, Aminosäure-, Lipid- und Phytohormonkonzentrationen im Pflanzengewebe. Ausgewählte Experimente der PGF wurden im Rahmen eines Lehrprojekts als Schülerexperimente im gleichen Zeitraum mit kostengünstigen Replikaten der Zuchtkammern an Schulen in der Ukraine und den USA durchgeführt (Teachers and Students Investigating Plants in Space – TSIPS). Die Experimente ergaben, dass unter Schwerelosigkeit die Bestäubung im Mittelwert zur gleichen Anzahl von keimfähigen Samen führte, deren Ausreifungsprozess jedoch um ca. 19 % gegenüber terrestrischer Reifung verzögert war. Die Samen selbst fielen bei ihrer Entwicklung durch einen ungewöhnlich hohen Gehalt an Stärke- und Lipid-Granula auf, während die typischerweise zahlreich eingelagerten Proteingranula deutlich reduziert waren.
Bei den Wurzeln wurde festgestellt, dass sie vergleichsweise stark Hypoxie (Sauerstoffmangel) ausgesetzt waren, was vor allem auf ein anderes Verhältnis von gasgefüllten und wassergefüllten Poren im Substrat zurückgeführt wurde. Bemerkenswert war auch eine sichtbar erhöhte Anzahl von Chloroplasten pro Pflanzenzelle bei gleichzeitiger verringerter Konzentration und Aktivität des Photosystem I.
In der BRIC wurden potenzielle Veränderungen der biologischen Prozesse in Sojabohnenpflanzen untersucht, darunter der Zusammenhang zwischen der Kohlenhydratkonzentration und der Entwicklung von Pflanzenkrankheiten im Pflanzengewebe. Dazu wurden in den Pflanzenzellen unterstützend Verteilung, Aufbau und Metabolisierung von Stärke-Statolithen erforscht. Ein weiteres Ziel bestand darin zu ermitteln, welchen Einfluss von den Pflanzen gebildetes Ethen auf ihre Spross- und Wurzelbildung hat. Mit dem Krankheitserreger Phytophthora sojae an den Wurzeln infizierte Pflanzen wurden unter Schwerelosigkeit stärker besiedelt, infiltriert und geschädigt, wobei insgesamt mehr nekrotische Bereiche an den Wurzeln festgestellt wurden. In Gasproben der BRIC wurden zum Ende der Kultivierung eine 18–25 % höhere Ethenkonzentration (9 ppb) nachgewiesen, die den Pflanzenstress bestätigte.
Ein weiteres Augenmerk richteten die Forscher in der BRIC-LED auf Knospungsverhalten, Lokalisierung der Amyloplasten, Phototropismus und Gravitropismus von Protonema zweier Moosarten (Ceratodon purpureus und Pottia intermedia). Die Wahl viel auf diese Arten, weil die Spitze des Protonema biologische Sensoren für Phototropismus und Gravitropismus enthalten und ihre Ausrichtung beim Wachstum nur von Licht und Schwerkraft abhängt. In Dunkelheit richten sich die Spitzen des Protonema entgegen der Schwerkraft aus (negativer Gravitropismus). Entgegen der Vorhersagen, dass die Protonema vollständig ungerichtet in den Raum wachsen würden, zeigte sich ein spiralförmiges Wachstum im Uhrzeigersinn. Außerdem ordneten sich die für die Detektion der Schwerkraft verantwortlichen Amyloplasten in den Zellen der Protonema-Spitzen nicht zufällig an, sondern bildeten Cluster. Aus beiden Beobachtungen konnten unter Abwesenheit des maskierenden Effektes der Schwerkraft Rückschlüsse auf die Funktion und Relevanz von Strukturproteinen in den Pflanzenzellen gezogen werden.
Um den Einfluss geringer Kräfte auf die einzelnen Experimente feststellen zu können, wurden Beschleunigungsmessgeräte eingesetzt. Im Komplex OARE wurden die Bremskräfte durch die Restatmosphäre in 250 Kilometern Höhe gemessen. SAMS stellt dagegen die kurzzeitigen Beschleunigungen fest, die durch Bewegungen der Astronauten und verschiedener Apparaturen entstehen. SAMS verfügt über drei Sensorköpfe, die in je einer Richtung beweglich angeordnet sind. Über kleine Magnetspulen werden die Sensoren nach einer kurzzeitigen Auslenkung in ihre Nulllage zurückbewegt. Der dazu erforderliche Strom ist ein Maß für die auftretenden Beschleunigungskräfte.
Während der sechzehntägigen Mission wurde die Energieversorgung auch durch eine EDO-Palette sichergestellt. In ihr lagerten 390 kg flüssiger Wasserstoff und 1.717 kg flüssiger Sauerstoff. In Brennstoffzellen verbinden sich die beiden Stoffe unter Energieabgabe zu Wasser.
Die Columbia landete nach erfolgreichem Flug am Kennedy Space Center in Florida.